# Micronycteris sanborni
Micronycteris sanborni là một loài động vật có vú trong họ Dơi mũi lá, bộ Dơi. Loài này được Simmons miêu tả năm 1996.